# Filmografia Robina Padilli

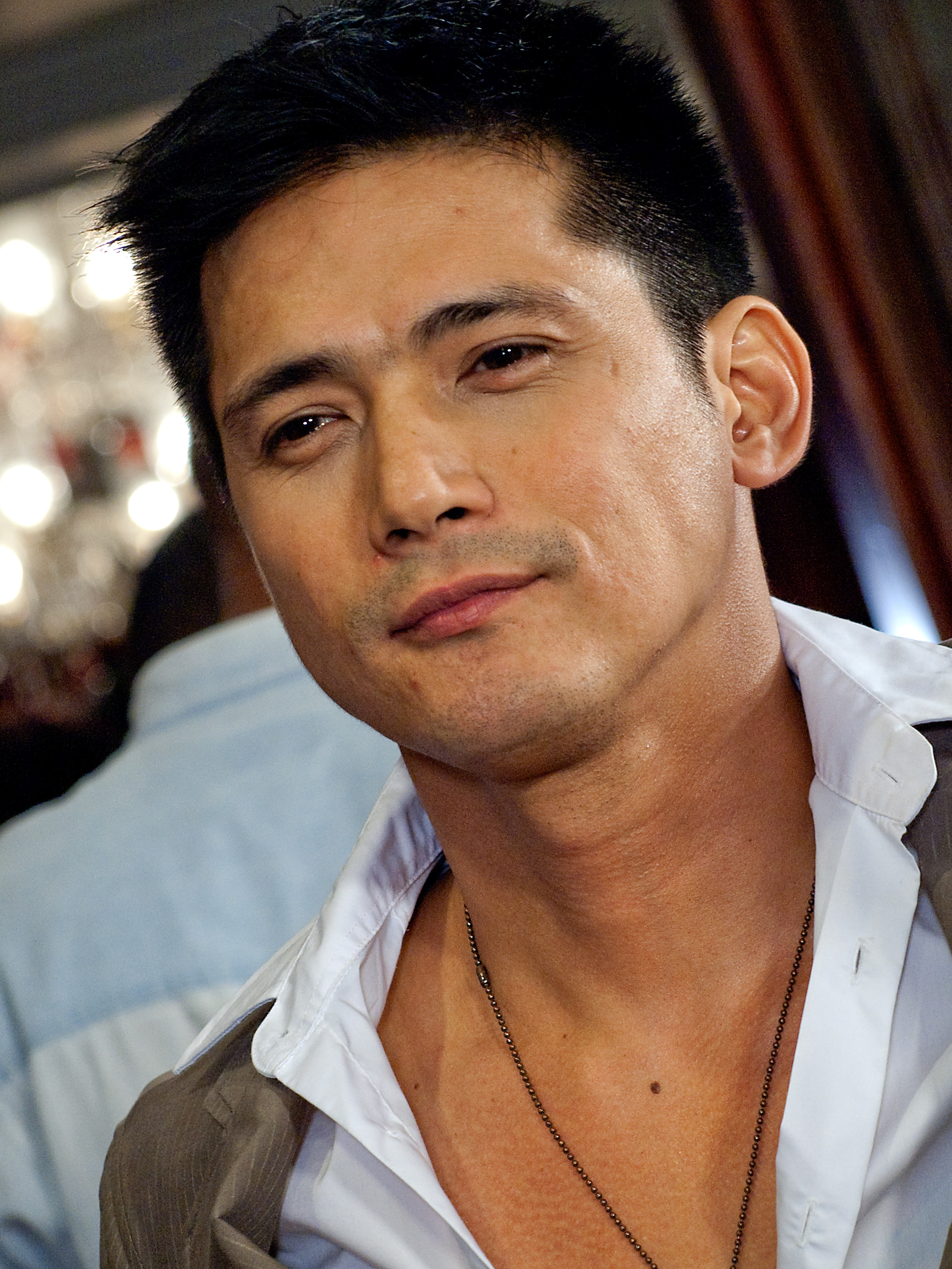
Robin Padilla w 2011

Filmografia Robina Padilli – wykaz produkcji filmowych i telewizyjnych z udziałem Robina Padilli, filipińskiego aktora i polityka.
| Rok       | Tytuł                                           | Rola                         | Uwagi | Źródła                  |
| --------- | ----------------------------------------------- | ---------------------------- | --- | ----------------------- |
| 1985      | Public Enemy No. 2: Maraming Number 2           |                              | | [ 1 ] [ 2 ]             |
| 1985      | Bala Ko ang Hahatol                             |                              | | [ 1 ] [ 3 ]             |
| 1986      | Bagets Gang                                     | Frankie                      | | [ 1 ] [ 4 ]             |
| 1988      | Alega Gang: Public Enemy No.1 of Cebu           | członek gangu Alegi          | | [ 5 ] [ 6 ] [ 7 ]       |
| 1988      | Sgt. Victor Magno: Kumakasa Kahit Nag-iisa      |                              | | [ 8 ]                   |
| 1988      | Love Letters                                    |                              | | [ 9 ] [ 10 ]            |
| 1989      | Arrest Patrolman Rizal Alih, Zamboanga Massacre |                              | | [ 11 ]                  |
| 1989      | Eagle Squad                                     | Raymond Perez                | | [ 12 ]                  |
| 1989      | Hindi Pahuhuli ng Buhay                         | Carding Valencia             | | [ 13 ]                  |
| 1989      | Delima Gang                                     | Berto Delima                 | | [ 14 ]                  |
| 1989      | Carnap King? (The Randy Padilla Story)          | Randy, „król Carnap”         | | [ 15 ]                  |
| 1990      | Sa Diyos Lang Ako Susuko                        | Romano                       | | [ 16 ]                  |
| 1990      | Barumbado                                       | Barumbado                    | | [ 17 ]                  |
| 1990      | Walang Awa Kung Pumatay                         | Nanding                      | | [ 18 ]                  |
| 1990      | Bad Boy                                         | Bumbo                        | | [ 19 ] [ 20 ]           |
| 1990      | Anak ni Baby Ama                                | Anghel                       | | [ 21 ] [ 22 ]           |
| 1991      | Maging Sino Ka Man                              | Carding Ermita               | | [ 23 ] [ 24 ]           |
| 1991      | Ang Utol Kong Hoodlum                           | Ben                          | | [ 25 ]                  |
| 1991      | Hinukay Ko Na ang Libingan Mo                   | Elmo oraz Anton              | | [ 26 ]                  |
| 1992      | Miss Na Miss Kita (Utol Kong Hoodlum II)        | Ben                          | także scenarzysta                                                                                                 | [ 27 ] [ 1 ]            |
| 1992      | Grease Gun Gang                                 | Carding Sungkit              | | [ 28 ]                  |
| 1992      | Bad Boy 2                                       | Bumbo (Bombo)                | | [ 29 ] [ 30 ]           |
| 1992      | Engkanto                                        | Matador                      | | [ 31 ]                  |
| 1993      | Gagay: Prinsesa ng Brownout                     | rowerzysta                   | | [ 32 ]                  |
| 1993      | Makuha Ka sa Tingin (Kung Puwede Lang)          | El Cid                       | | [ 33 ]                  |
| 1993      | Manila Boy                                      | Diego                        | | [ 34 ]                  |
| 1993      | Di Na Natuto                                    | Ysmael                       | | [ 35 ]                  |
| 1994      | Lab Kita, Bilib Ka Ba?                          | Carlos                       | | [ 36 ]                  |
| 1994      | Mistah                                          | Mario Cariño                 | | [ 37 ]                  |
| 1994      | Col. Billy Bibit, RAM                           | Gringo Honasan               | | [ 38 ]                  |
| 1995      | P’re Hanggang sa Huli                           | Brando del Valle             | | [ 39 ] [ 40 ]           |
| 1996      | Anak, Pagsubok Lamang                           | Rico                         | także scenarzysta oraz autor i wykonawca piosenki filmowej; obraz nakręcony w całości w murach New Bilibid Prison | [ 41 ] [ 42 ] [ 43 ]    |
| 1998      | Tulak ng Bibig, Kabig ng Dibdib                 | Lando                        | | [ 44 ]                  |
| 1999      | Di Pwedeng Hindi Puwede                         | Carding                      | | [ 45 ]                  |
| 1999      | Bilib Ako sa 'Yo                                | Gatdula                      | | [ 46 ]                  |
| 1999-2001 | Pwedeng Pwede                                   |                              | serial telewizyjny                                                                                                | [ 47 ] [ 48 ]           |
| 2000      | Tunay Na Tunay: Gets Mo? Gets Ko!               | Nick                         | | [ 49 ]                  |
| 2000      | Eto na Naman Ako                                | Abet Dimaguiba               | | [ 50 ]                  |
| 2000      | Kailangan Ko’y Ikaw                             | Gimo                         | | [ 51 ]                  |
| 2001      | Oops, Teka Lang... Diskarte Ko 'To!             | Dario                        | | [ 52 ]                  |
| 2001      | Buhay Kamao                                     | Pepe                         | | [ 53 ]                  |
| 2001      | Pagdating ng Panahon                            | Manuel                       | | [ 54 ]                  |
| 2002      | Hari ng Selda: Anak ni Baby Ama 2               | Anghel                       | także scenarzysta                                                                                                 | [ 55 ] [ 20 ]           |
| 2002      | Videoke King                                    | King                         | | [ 56 ]                  |
| 2002      | Jeannie, Bakit Ngayon Ka Lang                   | Badong                       | | [ 57 ]                  |
| 2003      | You and Me Against the World                    | Paolo Guerrero               | | [ 58 ]                  |
| 2003      | Alab ng Lahi                                    | Gregorio Magtanggol          | | [ 59 ]                  |
| 2003-2004 | Basta’t Kasama Kita                             | Alberto „Ambet” Katindig     | serial telewizyjny                                                                                                | [ 60 ] [ 61 ]           |
| 2004      | ASTIGmatism                                     | Bien                         | | [ 62 ]                  |
| 2004      | Kulimlim                                        | Jake Cabrera                 | | [ 63 ]                  |
| 2005      | La Visa Loca                                    | Jess Huson                   | | [ 64 ] [ 65 ]           |
| 2005      | Kamao: Matira ang Matibay                       | prowadzący                   | pierwszy program typu reality show o tematyce bokserskiej w historii Filipin                                      | [ 66 ] [ 67 ]           |
| 2006      | Til I Met You                                   | Gabriel                      | | [ 68 ] [ 69 ]           |
| 2007      | Blackout                                        | Gil Blanco                   | | [ 70 ]                  |
| 2007      | Asian Treasures                                 | Elias                        | serial telewizyjny                                                                                                | [ 71 ] [ 72 ]           |
| 2008      | Ikaw Pa Rin: Bongga Ka Boy!                     | Roberto „Boy” Reyes          | | [ 73 ]                  |
| 2008      | Joaquin Bordado                                 | Joaquin Bordado              | serial telewizyjny                                                                                                | [ 74 ]                  |
| 2009      | Sundo                                           | Romano                       | | [ 75 ]                  |
| 2009      | Paano Ginawa ang Isang Robin Padilla            | Robin Padilla                | film dokumentalny opowiadający o życiu i twórczości samego Padilli                                                | [ 76 ]                  |
| 2009      | Totoy Bato                                      | Totoy Bato                   | serial telewizyjny                                                                                                | [ 77 ] [ 78 ]           |
| 2010      | Wowowee                                         | prowadzący                   | program telewizyjny                                                                                               | [ 79 ]                  |
| 2010      | Pilipinas Win Na Win                            | prowadzący                   | program telewizyjny                                                                                               | [ 80 ]                  |
| 2011      | Tum: My Pledge of Love                          | Ravaan Raza                  | także reżyser | [ 81 ] [ 82 ]           |
| 2011      | Guns and Roses                                  | Abel Marasigan               | serial telewizyjny                                                                                                | [ 83 ]                  |
| 2011      | Wil Time Bigtime                                | gość                         | program telewizyjny                                                                                               | [ 84 ]                  |
| 2011-2013 | Toda Max                                        | Tol                          | serial telewizyjny                                                                                                | [ 1 ] [ 85 ] [ 86 ]     |
| 2013      | 10,000 Hours                                    | Gabriel Alcaraz              | | [ 87 ] [ 88 ]           |
| 2013      | Kailangan Ko’y Ikaw                             | Gregorio ‘Bogs’ Dagohoy      | serial telewizyjny                                                                                                | [ 89 ] [ 90 ]           |
| 2014      | Bonifacio: Ang Unang Pangulo                    | Andrés Bonifacio             | | [ 91 ] [ 92 ]           |
| 2014      | Sa Ngalan ng Ama, Ina at mga Anak               | Ongkoy                       | | [ 93 ] [ 94 ]           |
| 2014      | Talentadong Pinoy                               | współprowadzący              | program telewizyjny                                                                                               | [ 95 ]                  |
| 2014      | The Ryzza Mae Show                              | gość                         | program telewizyjny                                                                                               | [ 96 ]                  |
| 2014      | Tonight with Arnold Clavio                      | gość                         | program telewizyjny                                                                                               | [ 97 ]                  |
| 2015      | 2 1/2 Daddies                                   | Apol                         | serial telewizyjny                                                                                                | [ 98 ] [ 99 ] [ 100 ]   |
| 2016      | Game ng Bayan                                   | współprowadzący              | program telewizyjny                                                                                               | [ 101 ]                 |
| 2017      | Unexpectedly Yours                              | Cocoy                        | | [ 102 ] [ 103 ] [ 104 ] |
| 2018      | Sana Dalawa ang Puso                            | Leo Tabayoyong               | serial telewizyjny                                                                                                | [ 105 ]                 |
| 2019      | Bato (The General Ronald dela Rosa Story)       | Ronald dela Rosa             | | [ 106 ]                 |
| 2020      | Hayop Ka!                                       | Roger                        | film animowany; użyczył głosu jednej z postaci                                                                    | [ 107 ] [ 108 ]         |
| 2020      | Unlad: Kaagapay sa Hanapbuhay                   | prowadzący                   | program telewizyjny                                                                                               | [ 109 ]                 |
| 2020-2021 | Kesayasaya                                      | Ricardo “Carding” Magtanggol | serial telewizyjny                                                                                                | [ 110 ]                 |
| 2021      | Victor 88                                       |                              | internetowy serial dokumentalny; producent                                                                        | [ 111 ] [ 112 ]         |
| 2022      | Maid in Malacañang                              | żołnierz                     | | [ 113 ] [ 114 ]         |